# Nattō

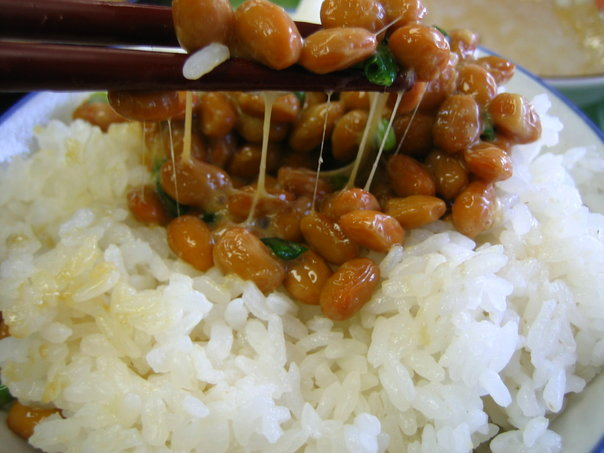
Nattō este de obicei servit cu orez

Nattō (Hiragana なっとう și Kanji 納豆) este o mâncare tradițională japoneză făcută din boabe de soia fermentate. Este produs prin fermentație, prin adăugarea bacteriei Bacillus subtilis var. natto la boabele de soia fierte.